# Conor Gallagher
Conor John Gallagher (ur. 6 lutego 2000 w Epsom) – angielski piłkarz, występujący na pozycji pomocnika w hiszpańskim klubie Atlético Madryt oraz w reprezentacji Anglii. Srebrny medalista mistrzostw Europy 2024.
Wychowanek Chelsea, w trakcie swojej kariery grał także w takich zespołach jak Charlton Athletic, Swansea City, West Bromwich Albion oraz Crystal Palace.